# Germania in Dacia
Germania in Dacia (łac. Dioecesis Germaniensis in Dacia) – stolica historycznej diecezji w Dacia Mediterranea istniejącej w czasach rzymskich.
Współcześnie ruiny rzymskiego miasta Germania in Dacia znajdują się w pobliżu miejscowości Banja w Bułgarii. Obecnie katolickie biskupstwo tytularne. 

## Biskupi tytularni
| Lp. | Biskup                    | Funkcja                               | Od                | Do                |
| --- | ------------------------- | ------------------------------------- | ----------------- | ----------------- |
| 1   | Octavio Betancourt Arango | biskup pomocniczy Medellín (Kolumbia) | 23 listopada 1970 | 10 listopada 1975 |
| 2   | Dante Carlos Sandrelli    | biskup pomocniczy Formosy (Argentyna) | 2 stycznia 1976   | 31 marca 1978     |
| 3   | Christian Würtz           | biskup pomocniczy Fryburga (Niemcy)   | 26 kwietnia 2019  |                   |